# アルマスリ・アルヨウム
アルマスリ・アルヨウム（アラビア語: المصري اليوم, アルファベット表記：Almasry Alyoum, Al-Misri al-Yawm）は、エジプトの独立系日刊新聞。